# LGV Francfort-Mannheim
La LGV Francfort-Mannheim est un projet de ligne à grande vitesse (LGV) en Allemagne. La nouvelle ligne reliera les LGV Cologne - Francfort et LGV Mannheim - Stuttgart.

## Description
Son coût prévisionnel est de 2 milliards d'euros.
Les trains y rouleront dans un premier temps à 300 km/h.